# Mina de diamantes Murowa
La mina Murowa es una mina de diamante  localizado en Mazvihwa, en la zona centro sur de Zimbabue, aproximadamente 40 kilómetros de la ciudad minera de asbesto de Zvishavane en la provincia de Midlands. La mina es mayoritariamente dominada y operada por la empresa inglesa Rio Tinto Group, la cual también posee el mina de diamantes Argyle en Australia y parte de la mina de diamantes Diavik en Canadá. La mina es una combinación de fosa abierta y construcción subterránea; se estima que los costes actuales de construcción sitúan en los $61 millones USD y reservas de mina son 19 millones en toneladas  de oro, con un grado de mineral de 0.9 quilates (180 mg) por tonelada.

## Geología del Depósito
Murowa consta de tres tubos verticales de kimberlita, introducidos al Chivi suite granitos del Cratón de Zimbabue. Las kimberlitas han sido datadas en 500 millones de años.

## Historia
Las primeras posibilidades de explotar la mina de Murowa datan de 1997, cuándo fueron descubiertas tres diamante-llevaban tubos de kimberlita; sobre un periodo de tres años de estudio, los dos tubos más grandes han sido determinados para ser económicamente factibles como minas. La construcción de instalaciones de mina fueron completadas en finales del 2004. Para la preparación de la minería incluyó la reubicación de 926 personas en el lugar de la mina en seis fincas adquiridas por un plan del gobierno. Las operaciones mineras limitadas empezaron en Murowa en 2004, con plena capacidad de espera alcanzada en 2005, aunque los problemas con los permisos han frenado el proceso. Se espera que la producción a gran escala pueda procesar 200.000 toneladas de mena anualmente, a pesar de que es posible de empujar producción hasta un millón de toneladas anualmente a través de una mayor inversión de capital.
La mina es una combinación de fosa abierta y construcción subterránea; las estimaciones actuales sitúan los costes de construcción en $61 millones USD. Las estimaciones actuales de reservas de mina son 19 millones de toneladas de mena, con un grado de mena de 0.9 quilates (180 mg) por tonelada. Rio Tinto estima que sobre la vida de la mina, precios de producción de Murowa se ha podido ir a un precio promedio de $65 USD por quilate (325 $/g).